# Buchegg
Buchegg is een gemeente in het district Bucheggberg dat behoort tot het Zwitserse kanton Solothurn. Buchegg heeft 2524 inwoners.

## Geschiedenis
Buchegg is op 1 januari 2014 ontstaan uit de gemeenten Aetigkofen, Aetingen, Bibern, Brügglen, Gossliwil, Hessigkofen, Küttigkofen, Kyburg-Buchegg, Mühledorf en Tscheppach.

## Geografie
Buchegg heeft een oppervlakte van 22,64 vierkante kilometer en grenst aan de buurgemeenten Arch, Bätterkinden, Fraubrunnen, Leuzigen, Lüterkofen-Ichertswil, Lüterswil-Gächliwil, Rüti bei Büren en Unterramsern.
Buchegg heeft een gemiddelde hoogte van 557 meter.